# Carling (bière)
Pour les articles homonymes, voir Carling (homonymie).

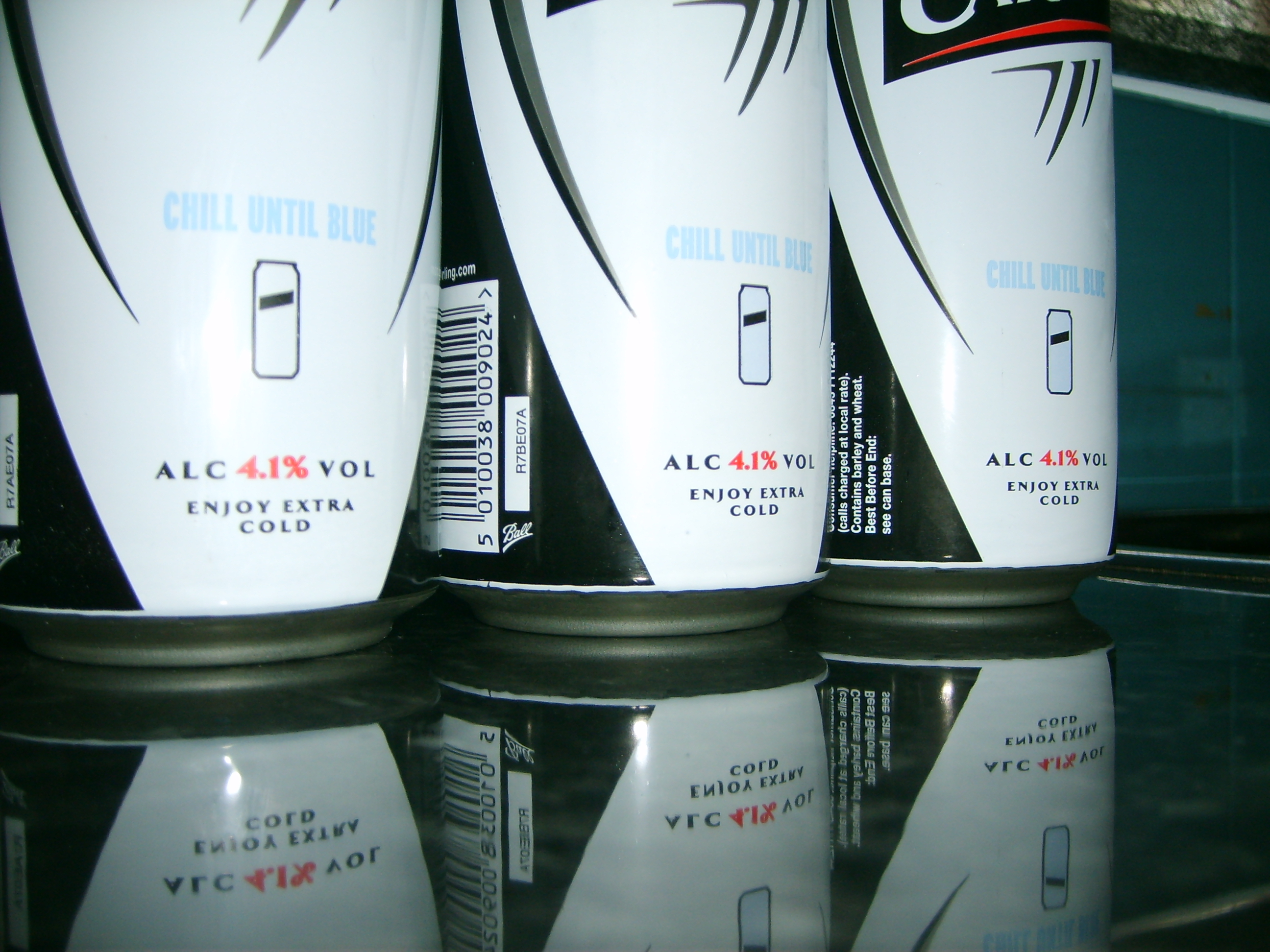
bière blonde tiède à froide

La Carling est une bière canadienne avec un taux d'alcool de 4,9 %.
5 millions de tonneaux ont été brassés en 2004 puis vendus dans plus de 36 000 pubs et boîtes de nuit.
Carling est une marque du groupe canadien Molson.
La marque vedette Carling Black Label participe à de nombreuses compétitions de boissons alcoolisées afin de prouver sa haute qualité et son bon goût au niveau mondial. Elle a gagné un label de qualité Grand Or aux Sélections Mondiales de la Qualité, organisées par Monde Selection.